# Плеврит
Плеври́т (лат. pleuritis, застаріле — олегниця) — хвороба або ускладнення, яка проявляється запальними змінами плеври з відкладанням у ній частинок фібрину (фібринозний, сухий плеврит) або з розвитком випоту в плевральну порожнину (серозний, серозно-фібринозний, геморагічний або гнійний плеврит).
Проявляється ознаками: болем при вдиху, наявності рідини в плевральній порожнині, інтоксикацією, дихальною неспроможністю, ущільненням легеневої тканини (компресійний ателектаз). Плеврит може бути проявом різноманітних захворювань. Серед етіологічних чинників найчастішими є туберкульоз, пневмонії (пневмококові, стафілококові, вірусні), ревматизм, колагенози, злоякісні новоутворення легенів і плеври. Однак дуже часто він перебігає як первинне самостійне захворювання без визначеної причини; в таких випадках іноді можна запідозрити прихований перебіг туберкульозного процесу, при якому запалення плеври є своєрідною параспецифічною реакцією організму.

## Етіологія
Плеврити бувають інфекційними і неінфекційними, або асептичними. В етіології інфекційних плевритів головну роль відіграють ті ж збудники, які спричинюють розвиток основного процесу в легенях (пневмонія, абсцес, гангрена, туберкульоз). Асептичні плеврити можуть бути пов'язані з травмою і крововиливом у плевру, з інфарктом легені, з дією ферментів підшлункової залози при панкреатиті, з ураженням плеври злоякісними новоутвореннями (карциноматозом). Крім того, асептичні плеврити виникають при системних захворюваннях сполучної тканини (ревматизм, колагенози), при деяких хворобах крові, при захворювання печінки і нирок.
Існують певні етіологічні відмінності в структурі плевритів, залежно від віку хворих. У дітей і підлітків домінуюча роль належить туберкульозу і бактеріальній пневмонії, а зі зростанням віку - пухлинам, захворюванням серця.

## Патогенез
Проникнення збудника в плевру при інфекційних плевритах відбувається найчастіше з розташованих субплеврально інфікованих вогнищ легеневої тканини. Суттєва роль належить лімфогенному інфікуванню. При проникаючих пораненнях і операціях можливе пряме інфікування плеври із зовнішнього середовища. У патогенезі деяких форм плеври, зокрема туберкульозного, суттєву роль відіграє сенсибілізація під впливом специфічного процесу (інфекційно-алергічний плеврит).

## Патоморфологія
При плевритах мають місце запальний набряк і клітинна інфільтрація плевральних листків, а також накопичення між ними ексудату (серозного, фібринозного, геморагічного, гнійного тощо). Під час перебігу плевриту серозний ексудат може розсмоктуватись, а фібринозний піддається організації внаслідок чого на поверхні плевральних листків формуються фібринозні нашарування (шварти). Листки зростаються між собою, і плевральна порожнина частково або повністю облітерується. Гнійний ексудат, наприклад, не схильний до розсмоктування і може бути елімінованим хірургічним шляхом або внаслідок прориву тканин.

## Сухий плеврит
Сухий плеврит розвивається іноді після дихальних інфекційних хвороб, травми грудної клітки, а також при інфаркті легені, абсцесі легені, уремії, системному червоному вовчаку, системній склеродермії тощо. У більшості випадків є наслідком загострення туберкульозного процесу в легенях або у внутрішніх грудних лімфатичних вузлах, а також неспецифічних запальних процесах у легенях (гострі, хронічні пневмонії, гнійні процеси в легенях). Рідше виникає у хворих на ревматизм, колагенозів, інфаркти та пухлини легень, деякі тяжкі інфекційні захворювання (черевний та інші тифи, бруцельоз тощо).
У патогенезі сухого плеврита разом з інфекційним фактором важливе значення має сенсибілізація організму з гіперергічною реакцією плеври, яка проявляється гіперемією та набряклістю парієтального та вісцерального її листків з наступним їхнім потовщенням.

### Ознаки
Хвороба перебігає із загальним нездужанням, болем у грудній клітці, з підвищенням температури. Біль, пов'язаний з плевритом, посилюється при диханні, кашлі, має обмежену локалізацію. Найхарактерніший симптом — шум тертя плеври різної інтенсивності. Щоб відрізнити шум тертя плеври від крепітації — вислуховують при глибокому диханні та натисканні фонендоскопом, при цьому шум тертя плеври посилюється. У крові знаходять незначний лейкоцитоз, збільшення ШОЕ. Діагностика сухого плевриту (особливо лівобічної його форми) у ряді випадків вимагає диференціації з інфарктом міокарда. Проте анамнез, характер больового синдрому, наявність шуму тертя плеври, результати ЕКГ дозволяють правильно поставити діагноз. Певні труднощі в діагностиці сухого плевриту являє схожість проявів з гострою патологією органів черевної порожнини (холецистит, апендицит та ін.), які можуть виникнути при діафрагмальному плевриті, так як шум тертя часто не вислуховується, а біль локалізується у верхній частині живота. Прогноз сприятливий, хвороба закінчується одужанням через 1-2 тижня, іноді після нього залишаються плевральні спайки.

### Лікування
Проводять протизапальними засобами (ацетилсаліцилова кислота, анальгін, індометацин та ін.). Місцево застосовують гірчичники. При різкому болю призначають кодеїн, промедол. При відсутності видимої причини хвороби та підозрі на туберкульоз проводять специфічне протитуберкульозне лікування (фтивазид, ПАСК, стрептоміцин).

## Ексудативний плеврит
Це запальне ураження плеври, яке супроводжується скупченням рідини у плевральній порожнині.
За характером рідини ексудативні плеврити можуть бути фібринозними, серозними, серозно-фібринозними, гнійними, геморагічними, еозинофільними, стерильними, хільозними та змішаними.
Ексудативний плеврит найчастіше буває серозним або серозно-фібринозним, зазвичай він являє собою токсико-алергічну реакцію при туберкульозі, хоча первинне вогнище зазвичай не виявляється та лише іноді визначається пізніше. Власне первинне туберкульозне ураження плеври спостерігається рідко. Іноді випотний плеврит розвивається внаслідок пухлини, яка також може перебігати приховано. Нерідко серозно-фібринозний плеврит розвивається при крупозній пневмонії, інфаркті легені, системному червоному вовчаку, ревматоїдному артриті тощо.
Етіологічні фактори такі ж як при сухому плевриті, а також він розвивається при піддіафрагмальному абсцесі, панкреатитах, цирозах та пухлинах печінки.
При розвитку запального процесу в плеврі порушується судинна проникність, підвищується внутрішньосудинний тиск, змінюється колагеновий шар вісцерального листка плеври з наступним скупченням ексудату у нижньо-бокових відділах плевральної порожнини внаслідок найнегативнішого присмоктувального тиску у цих відділах, що призводить до стискання легені.

### Клінічні прояви
Ексудативний плеврит починається з появи болю в боці, загального нездужання, зниження апетиту, іноді з підвищення температури. З появою випота біль зникає, а з його зростанням збільшується задишка, яка пов'язана зі стисканням легені та зміщенням середостіння у здоровий бік з порушенням функцій органів кровообігу та дихання.
При обстеженні знаходять відставання ураженої сторони при диханні. Перкуторно є тупість, причому верхня границя її спускається до задній поверхні від лопаткової лінії донизу до хребта. У ділянці перкуторної тупості дихання не проводиться, голосове дрижання послаблене або відсутнє. 

### Діагностика
Проводять за допомогою рентгенографії органів грудної клітки, а також проводять плевральну пункцію для уточнення характеру випоту. При пункції отримують рідину лимонно-жовтого кольору, за наявності фібрину в ній знаходять згусток. У плевральній рідині визначають вміст білка та досліджують осад. При плевриті концентрація білка перевищує 3 %, а в осаду визначаються лейкоцити, в основному лімфоцити. При нижчому вмісту білка слід думати про транссудат, який розвивається у хворих зі значною затримкою рідини внаслідок серцевої недостатності та захворювань нирок.

### Геморагічний плеврит
Характеризується появою великої кількості еритроцитів у випоті, що надає плевральній рідині червоний відтінок. Зустрічається при злоякісних пухлинах у легенях, травмі грудної клітки, інфаркту легені, а також у хворих на геморагічні діатези.

### Гнійний плеврит (емпієма плеври)
Часто пов'язаний з пневмонією, абсцесом легені, септикопіємією, рідко з туберкульозом. Хвороба відрізняється тяжким перебігом, супроводжується стійкою високою гарячкою, великими стрибками температури упродовж доби, ознобом, потом. Зазвичай є задишка, у крові лейкоцитоз, підвищення ШОЕ. При затяжному перебігу гнійний випіт обмежується швартами, з'являються зміни пальців рук у вигляді барабанних паличок, може розвинутися амілоїдоз.

### Лікування
При випотному плевриті у будь-якому випадку необхідна госпіталізація, тимчасове дотримання ліжкового режиму, повноцінне харчування, збагачене білками та вітамінами. Застосовують протизапальні засоби, при серозно-фібринозному плевриті у більш тяжких випадках призначають преднізолон до 20-30 мг/добу. Тому що частою причиною плевриту є туберкульоз, лікування преднізолоном при нез'ясованій етіології захворювання поєднують з протитуберкульозними засобами: стрептоміцином, фтивазидом. При значному випоті показана плевральна пункція з видаленням рідини, промиванням плевральної порожнини антисептиками (хлоргексидину біглюконат, діоксидин) та введенням у плевральну порожнину 200 мг гідрокортизону. При визначеній етіології захворювання лікують основне захворювання. Лікування емпієми плеври можливе переважно хірургічним шляхом.